# Țvetnița, Tărgoviște
Țvetnița (în bulgară Цветница) este un sat în comuna Tărgoviște, regiunea Tărgoviște,  Bulgaria. 

## Demografie
Componența etnică a satului Țvetnița
     Bulgari (36,84%)
     Turci (61,05%)
     Nicio identificare (2,1%)
     Altele (0%)
La recensământul din 2011, populația satului Țvetnița era de 95 locuitori. Din punct de vedere etnic, majoritatea locuitorilor (61,05%) erau turci, cu o minoritate de bulgari (36,84%). Pentru 2,1% din locuitori nu este cunoscută apartenența etnică.